# María Cecilia Martín Iglesias
María Cecilia Martín Iglesias (Salamanca,18 de noviembre de 1920-Ibidem, 28 de enero de 2020) fue una pintora española. Fue la primera mujer en optar al Premio Castilla y León (2012) en su modalidad de Artes, pero nunca llegó a ganarlo.

## Biografía
Nacida en Salamanca. Allí pasó la mayor parte de su vida trabajando como artista pictórica. A lo largo de su dilatada trayectoria profesional, fue maestra de varias generaciones de artistas, y demostró su calidad artística hasta prácticamente el final de su vida.
En los inicios del siglo XX las dificultades de la artista a la hora de exponer sus obras y ser reconocidas como tales implicaba hacer frente a las críticas y dificultades de una época que no aceptaba aún a las mujeres artistas. Martín Iglesias fue una de las mujeres que logró consolidarse entre las artistas salmantinas a pesar de dichas dificultades, logrando cambiar la situación del arte local.
Formada profesionalmente a través de la participación en diferentes certámenes colectivos en los que realizó sus primeros acercamientos al tanteo para luego progresar con creaciones propias del paisaje rural y algunos retratos. Con el tiempo se situó entre las pintoras salmantinas más reconocidas. Uno de sus primeros logros fue el segundo premio de pintura obtenido en la IX Exposición Provincial de Arte del Productor de Educación y Descanso, obtenido en 1949. En 1950 accede a la Escuela de Bellas Artes De San Fernando en Madrid. Tras licenciarse inicia una trayectoria ascendente en la que sus obras son expuestas en diferentes galerías de arte salmantinas: Rembrandt, Miranda, Winker, Timgad y Artis.
Falleció en Salamanca a los 99 años el 28 de enero de 2020.

## Obras
Martín Iglesias no solo fue la pintora de los paisajes castellanos, sino que también prestó atención al ser humano, ya fuera el campesinado de zonas rurales, como los habitantes de la capital salmantina.
Realizó una treintena de exposiciones individuales en España y en el extranjero, más de un centenar de exposiciones colectivas dentro y fuera de España. También ilustró quince libros, además de las portadas de libros y discos y realización de carteles.

## Exposiciones
- Noviembre de 1963, Escuela de San Eloy (Salamanca)
- Mayo de 1970, sala de exposiciones del Palacio de Garcigrande, (Salamanca)
- 1977, sala de exposiciones Artis, (Salamanca)
- 1978, sala de exposiciones Winker, (Salamanca)
- 1982, sala Kreisler, (Barcelona)
- 1988, salas de exposiciones del Palacio de Garcigrande, y Escuela San Eloy, (Salamanca)
- 2000, Palacio de la Salina, (Salamanca)

## Premios y homenajes
- Recibió una decena de premios.[8]
- Candidata al Premio Castilla y León (2012) en su modalidad de Artes. Se convirtió en la primera mujer que optaba a conseguir este premio.[2]
- Homenajeada, junto con la concejala Pilar Fernández Labrador y la empresaria y cocinera Paulina Andrés Lorenzo, por el Ayuntamiento de Salamanca y el Consejo Sectorial de la Mujer, en conmemoración el Día Internacional de la Mujer (6 de marzo de 2014).[10]
- La Diputación de Salamanca publicó en 2019 la segunda edición ampliada y revisada del libro La pintura de María Cecilia Martín, de Pilar Hernández García. El libro fue editado por el servicio de publicaciones del área de Cultura de la Diputación salmantina.[4]